# Rue Jolivet (Paris)
Pour les articles homonymes, voir Rue Jolivet.
La rue Jolivet est une voie située dans le quartier du Montparnasse du 14e arrondissement de Paris, en France.

## Situation et accès
La rue Jolivet est desservie à proximité par les lignes 4, 6, 12 et 13 à la station Montparnasse - Bienvenüe et 6 à la station Edgar Quinet.

## Origine du nom
La rue tire son nom de celui d'un ancien propriétaire.

## Historique
Cette voie est alignée par décret du 11 mars 1912.

## Bâtiments remarquables et lieux de mémoire
Elle borde le square Gaston-Baty.